# Noda Koji
Koji Noda (野田 紘史 Noda Kōji, sinh ngày 17 tháng 8 năm 1986 ở Kurume, Fukuoka) là một cầu thủ bóng đá người Nhật Bản thi đấu cho Zweigen Kanazawa.

## Thống kê sự nghiệp
Cập nhật đến ngày 23 tháng 2 năm 2018.
| Câu lạc bộ          | Mùa giải            | Giải vô địch | Giải vô địch | Cúp Hoàng đế Nhật Bản | Cúp Hoàng đế Nhật Bản | J. League Cup | J. League Cup | Tổng    | Tổng      |
| Câu lạc bộ          | Mùa giải            | Số trận      | Bàn thắng    | Số trận               | Bàn thắng             | Số trận       | Bàn thắng     | Số trận | Bàn thắng |
| ------------------- | ------------------- | ------------ | ------------ | --------------------- | --------------------- | ------------- | ------------- | ------- | --------- |
| Đại học Hannan      | 2008                | -            | -            | 2                     | 0                     | -             | -             | 2       | 0         |
| Urawa Red Diamonds  | 2009                | 0            | 0            | -                     | -                     | 0             | 0             | 0       | 0         |
| Fagiano Okayama     | 2009                | 18           | 0            | 0                     | 0                     | -             | -             | 18      | 0         |
| Fagiano Okayama     | 2010                | 28           | 1            | 1                     | 0                     | -             | -             | 29      | 1         |
| Urawa Red Diamonds  | 2011                | 10           | 0            | 2                     | 0                     | 3             | 0             | 15      | 0         |
| Urawa Red Diamonds  | 2012                | 12           | 0            | 2                     | 0                     | 4             | 1             | 18      | 1         |
| Urawa Red Diamonds  | 2013                | 0            | 0            | 2                     | 0                     | 0             | 0             | 2       | 0         |
| V-Varen Nagasaki    | 2014                | 27           | 2            | 2                     | 0                     | -             | -             | 29      | 2         |
| Ventforet Kofu      | 2015                | 9            | 0            | -                     | -                     | 6             | 0             | 15      | 0         |
| Zweigen Kanazawa    | 2015                | 11           | 0            | 0                     | 0                     | -             | -             | 11      | 0         |
| Zweigen Kanazawa    | 2016                | 30           | 1            | 0                     | 0                     | -             | -             | 30      | 1         |
| Zweigen Kanazawa    | 2017                | 23           | 0            | 2                     | 0                     | -             | -             | 25      | 0         |
| Tổng cộng sự nghiệp | Tổng cộng sự nghiệp | 168          | 4            | 11                    | 0                     | 13            | 1             | 182     | 5         |